# Доблин, Рик
Ричард Рик Доблин (родился 30 ноября 1953 года) — основатель и исполнительный директор междисциплинарной Ассоциации психоделических исследований (MAPS).

## Биография
Доблин родился в 1953 году и вырос в Консервативной еврейской семье в пригороде Чикаго. Он первый из четырех детей педиатра Мортона Доблина и школьной учительницы Арлин Доблин. У него есть три младших брата: Брюс, Шэрон и Стюарт Доблин.
С 1975 по 1982 год Доблин владел и управлял компанией Braxas Construction, расположенной в Сарасоте, штат Флорида, которая специализировалась на переселении домов. Живя во Флориде, он усыновил и вырастил лесного волка по имени Федр. Он получил докторскую степень в области государственной политики В Гарвардской школе государственного управления имени Кеннеди, где написал диссертацию о регулировании медицинского использования психоделиков и марихуаны и магистерскую диссертацию об опросе онкологов о курении марихуаны. пероральная таблетка ТГК в борьбе с тошнотой для онкологических больных.
В 1987 году Доблин получил степень психолога в Нью-колледже Флориды, а в 2001 году-докторскую степень в области государственной политики в Школе управления имени Кеннеди Гарвардского университета. Его дипломная работа в Нью-колледже Флориды была 25-летним продолжением классического эксперимента Страстной пятницы, в ходе которого оценивалась способность психоделических препаратов катализировать религиозные переживания.
Он также провел тридцатичетырехлетнее наблюдение за тюремным экспериментом Тимоти Лири в Конкорде. Рик учился у доктора Станислава Грофа и одним из первых получил сертификат специалиста по холотропному дыханию.
В 1984 году он стал одним из основателей Earth Metabolic Design Laboratories для поддержки психоделических исследований и междисциплинарной Ассоциации психоделических исследований (MAPS) в 1986 году с целью сделать МДМА лекарством, одобренным FDA. 
Жизнь Рика Доблина описана в книге бывшего редактора журнала Washington Post тома Шредера «кислотный тест: ЛСД, экстази и способность исцелять».
В 1993 году Доблин женился на Линн Доблин. Вместе они воспитывают троих детей и живут в Бостоне, штат Массачусетс.
Доблин является основателем и исполнительным директором междисциплинарной Ассоциации психоделических исследований (MAPS), некоммерческой исследовательской организации, основанной в 1986 году.]
В 2021 году Доблин вместе с группой израильских ученых провел эксперимент по использованию аяуаски для улучшения отношений между евреями и арабами. В его рамках участники употребляли это психоактивное вещество, пели еврейские и арабские песни, читали Тору и Коран, а потом описывали свои ощущения и видения (часто связанные с арабо-израильским конфликтом). Исследователи сочли эксперимент успешным, а действие вещества - способствующим межнациональному примирению .